# Turnê Píer Bahia
Turnê Pier Bahia foi a quarta turnê oficial da cantora brasileira Ivete Sangalo, iniciada em 2003 para a divulgação de seu álbum Clube Carnavalesco Inocentes em Progresso.

## Antecedentes
O álbum Clube Carnavalesco Inocentes em Progresso foi lançado no dia 26 de agosto de 2003, com ritmos bem diversificados. As canções "Ritmo Gostoso", "Vai Dar Certo", "Verdadeiro Carnaval", "Só Pra Me Ver" e "Pan-Americana" mostram uma clara influência do axé music e dos ritmos africanos. Na linha romântica, seguem-se as canções "Retratos e Canções", "Faz Tempo", "Somente Eu e Você" e "Natural Collie", integralmente cantada em inglês, com participação do músico Jorge Mautner. Já em "Você e Eu, Eu e Você (Juntinhos)" Ivete misturou ritmos de música eletrônica". O primeiro lançamento do disco foi a "Somente Eu e Você", incluída na trilha sonora da novela Kubanacan. Em 8 de agosto foi lançado o segundo single, "Sorte Grande", utilizada como tema dos brasileiros nos Jogos Olímpicos de Atenas de 2004. O último lançamento do álbum, "Você e Eu, Eu e Você (Juntinhos)".

## Desenvolvimento

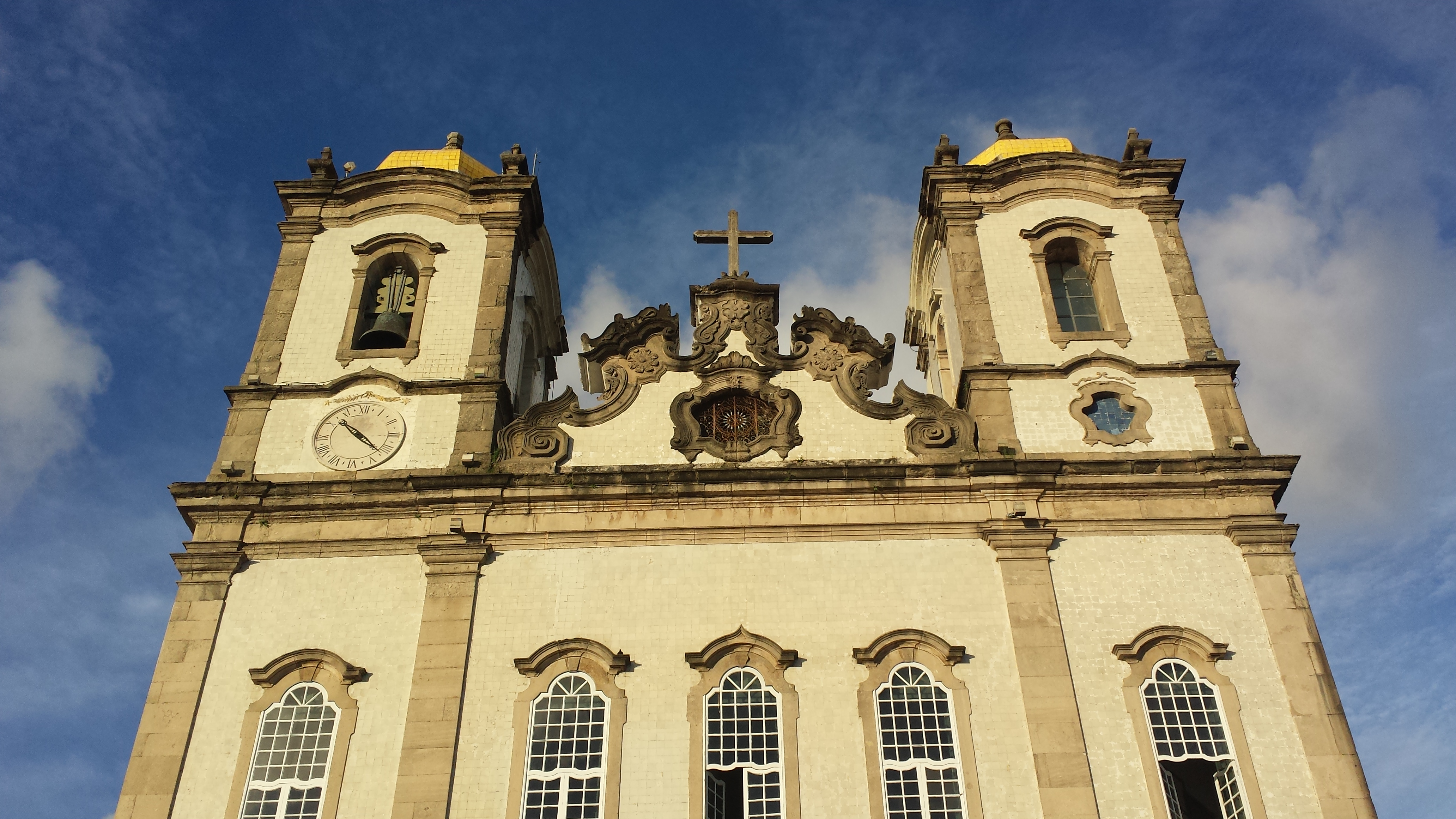
Uma réplica da Igreja de Nosso Senhor do Bonfim foi utilizada como cenário do show.

O nome da turnê é uma homenagem à casa de shows inaugurada por ela em Salvador, iniciada em 24 de maio de 2003 em Fortaleza, no Ceará. Ivete levou ao palco uma réplica da Igreja de Nosso Senhor do Bonfim e todo o show acontecia como se fosse na escadaria desta. O repertório era baseado em canções anteriores de Ivete, além de algumas versões de outros artistas como "Vem Meu Amor", "Nossa Gente (Avisa Lá)" e "Deusa do Amor", do grupo Olodum, "Toneladas de Desejo" do Timbalada e "Esquinas", de Djavan, "Já Sei Namorar", de Tribalistas. Além disso Ivete também cantava o medley "Protesto Olodum" / "Jeito Faceiro" / "Rebentão" / "Auê" / "Me Sinto Só" / "Na Fissura do Cheiro", incluindo duas faixas do Olodum, três do Cheiro de Amor e uma do Chiclete com Banana. Em 12 de outubro Ivete convidou O Rappa para cantar com ela no show.
Ainda em outubro Ivete e a banda Asa de Águia fecharam uma parceria para realizarem uma série de espetáculos no espaço de eventos, sempre aos domingos, até o final daquele ano. Após o lançamento do novo álbum o repertório foi alterado, incluindo as novas faixas "Ritmo Gostoso", "Faz Tempo", "Você e Eu, Eu e Você (Juntinhos)", "Somente Eu e Você" e "Sorte Grande", além da versão de e "W.Brasil", de Jorge Ben Jor. Os músicos da banda que acompanhavam a cantora eram Rudnei monteiro (guitarra), Gigi (baixo), Radamés (teclados), Toinho Batera (bateria), Cara de cobra, Márcio Brasil e Fábio Almeida (percussão) e Patrícia Sampaio (backing vocal). O figurino continua a ser assinado por Patrícia Zuffa e as coreografias dos dançarinos por Amilton Lino.

## Repertório
1. "Tum, Tum, Goiaba"
2. "De Ladinho"
3. "Céu da Boca"
4. "Toneladas de Desejo" (cover de Timbalada)
5. "Sorte Grande"
6. "Festa"
7. "Astral"
8. "Vem Meu Amor" / "Nossa Gente (Avisa Lá)"
9. "Já Sei Namorar" (cover de Tribalistas)
10. "Meu Maior Presente"
11. "Esquinas" (cover de Djavan)
12. "Deusa do Amor" (cover de Olodum)
13. "Somente Eu e Você"
14. "Protesto Olodum" / "Jeito Faceiro" (cover de Olodum)
15. "Rebentão" / "Auê" / "Me Sinto Só" / "Na Fissura do Cheiro" (cover de Cheiro de Amor)
16. "Canibal"
17. "Levada Louca"

1. "Festa"
2. "Pererê"
3. "Canibal"
4. "De Ladinho"
5. "Só Quero um Xodó" (cover de Gilberto Gil)
6. "Vem Meu Amor" / "Nossa Gente (Avisa Lá)"
7. "Toneladas de Desejo" (cover de Timbalada)
8. "Sorte Grande
9. "Carro Velho"
10. "Arerê"
11. "Astral"
12. "W/Brasil (Chama o Síndico)" (cover de Jorge Ben)
13. "Ritmo Gostoso"
14. "Faz Tempo"
15. "Você e Eu, Eu e Você (Juntinhos)"
16. "Somente Eu e Você"
17. "A Lua Q Eu T Dei" / "Se Eu Não Te Amasse Tanto Assim"
18. "Back at One"
19. "Beleza Rara"
20. "Deusa do Amor" (cover de Olodum)
21. "Levada Louca"

1. "Vem, Meu Amor" / "Nossa Gente (Avisa Lá)"
2. "Tô na Rua"
3. "Empurra-Empurra"
4. "De Ladinho"
5. "Beija-Flor" (cover de Timbalada) / "Só Quero um Xodó" (cover de Gilberto Gil)
6. "Sorte Grande"
7. "Festa"
8. "Céu da Boca
9. "Toneladas de Desejo" (cover de Timbalada) / "Vamô Pulá!" (cover de Sandy & Junior)
10. "Pererê"
11. "Canibal"
12. "Doce Obsessão" (cover de Cheiro de Amor) (com a participação de Márcia Freire)
13. "Rebentão" / "Auê" (cover de Cheiro de Amor) (com a participação de Márcia Freire)
14. "Flor do Reggae"
15. "Dandalunda" (cover de Margareth Menezes)
16. "Rumba de Santa Clara" (cover de Chiclete com Banana)
17. "Levada Louca"
18. "Arerê"

## Datas
| Data                    | Cidade                 | País           | Local                |                |
| Parte 1                 | Parte 1                | Parte 1        | Parte 1              | Parte 1        |
| América do Sul          | América do Sul         | América do Sul | América do Sul       | América do Sul |
| ----------------------- | ---------------------- | -------------- | -------------------- | -------------- |
| 24 de maio de 2003      | Fortaleza              | Brasil         |                      |                |
| 25 de maio de 2003      | Rio de Janeiro         | Brasil         |                      |                |
| 26 de maio de 2003      | Salvador               | Brasil         |                      |                |
| 27 de maio de 2003      | Salvador               | Brasil         |                      |                |
| 28 de maio de 2003      | Salvador               | Brasil         |                      |                |
| 30 de maio de 2003      | Salvador               | Brasil         |                      |                |
| 4 de junho de 2003      | Brasília               | Brasil         |                      |                |
| 6 de junho de 2003      | Porto Alegre           | Brasil         |                      |                |
| 8 de junho de 2003      | Canoas                 | Brasil         |                      |                |
| 10 de junho de 2003     | São Paulo              | Brasil         |                      |                |
| 12 de junho de 2003     | Natal                  | Brasil         |                      |                |
| 15 de junho de 2003     | Rio de Janeiro         | Brasil         |                      |                |
| 20 de junho de 2003     | São Luis               | Brasil         |                      |                |
| 21 de junho de 2003     | Salvador               | Brasil         |                      |                |
| 22 de junho de 2003     | Salvador               | Brasil         |                      |                |
| 29 de junho de 2003     | Maceió                 | Brasil         |                      |                |
| 1 de julho de 2003      | João Pessoa            | Brasil         |                      |                |
| 5 de julho de 2003      | Natal                  | Brasil         |                      |                |
| 10 de julho de 2003     | Goiânia                | Brasil         |                      |                |
| 11 de julho de 2003     | Natal                  | Brasil         |                      |                |
| 17 de julho de 2003     | São Paulo              | Brasil         |                      |                |
| 20 de julho de 2003     | Vitória                | Brasil         |                      |                |
| 22 de julho de 2003     | Salvador               | Brasil         |                      |                |
| 28 de julho de 2003     | João Pessoa            | Brasil         |                      |                |
| 29 de julho de 2003     | Brasília               | Brasil         |                      |                |
| 3 de agosto de 2003     | Araraquara             | Brasil         |                      |                |
| 4 de agosto de 2003     | Sorocaba               | Brasil         |                      |                |
| 6 de agosto de 2003     | São José dos Campos    | Brasil         |                      |                |
| 10 de agosto de 2003    | Manaus                 | Brasil         |                      |                |
| 12 de agosto de 2003    | Belém                  | Brasil         |                      |                |
| 13 de agosto de 2003    | Parauapebas            | Brasil         |                      |                |
| 12 de agosto de 2003    | Macapá                 | Brasil         |                      |                |
| 18 de agosto de 2003    | Boa Vista              | Brasil         |                      |                |
| 19 de agosto de 2003    | Porto Velho            | Brasil         |                      |                |
| 23 de agosto de 2003    | Rio de Janeiro         | Brasil         | Riocentro            |                |
| 25 de agosto de 2003    | Aracaju                | Brasil         |                      |                |
| 6 de setembro de 2003   | Búzios                 | Brasil         |                      |                |
| 7 de setembro de 2003   | São Paulo              | Brasil         |                      |                |
| 9 de setembro de 2003   | Recife                 | Brasil         |                      |                |
| 10 de setembro de 2003  | Aracaju                | Brasil         |                      |                |
| 12 de setembro de 2003  | Salvador               | Brasil         |                      |                |
| 18 de setembro de 2003  | Vitória                | Brasil         |                      |                |
| 22 de setembro de 2003  | Macaé                  | Brasil         |                      |                |
| 25 de setembro de 2003  | Angra dos Reis         | Brasil         |                      |                |
| 26 de setembro de 2003  | Volta Redonda          | Brasil         |                      |                |
| Parte 2                 |                        |                |                      |                |
| 1 de outubro de 2003    | Curitiba               | Brasil         |                      |                |
| 4 de outubro de 2003    | Belo Horizonte         | Brasil         |                      |                |
| 7 de outubro de 2003    | Lavras                 | Brasil         |                      |                |
| 8 de outubro de 2003    | Patos de Minas         | Brasil         |                      |                |
| 12 de outubro de 2003   | Uberaba                | Brasil         |                      |                |
| 14 de outubro de 2003   | Uberlândia             | Brasil         |                      |                |
| 22 de outubro de 2003   | Londrina               | Brasil         |                      |                |
| 24 de outubro de 2003   | Florianópolis          | Brasil         |                      |                |
| 28 de outubro de 2003   | Xangri-lá              | Brasil         |                      |                |
| 2 de novembro de 2003   | Tamandaré              | Brasil         |                      |                |
| 5 de novembro de 2003   | Barreiras              | Brasil         |                      |                |
| 8 de novembro de 2003   | Carapicuíba            | Brasil         |                      |                |
| 15 de novembro de 2003  | Jundiaí                | Brasil         |                      |                |
| 16 de novembro de 2003  | Aracaju                | Brasil         |                      |                |
| 21 de novembro de 2003  | Recife                 | Brasil         |                      |                |
| 25 de novembro de 2003  | Lagoa da Prata         | Brasil         |                      |                |
| 28 de novembro de 2003  | Belo Horizonte         | Brasil         |                      |                |
| 29 de novembro de 2003  | Recife                 | Brasil         |                      |                |
| 3 de dezembro de 2003   | Salvador               | Brasil         |                      |                |
| 6 de dezembro de 2003   | São Francisco do Conde | Brasil         |                      |                |
| 11 de dezembro de 2003  | Juazeiro               | Brasil         |                      |                |
| 12 de dezembro de 2003  | Senhor do Bonfim       | Brasil         |                      |                |
| 15 de dezembro de 2003  | Mata de São João       | Brasil         |                      |                |
| 17 de dezembro de 2003  | Salvador               | Brasil         |                      |                |
| 21 de dezembro de 2003  | Divinópolis            | Brasil         |                      |                |
| 26 de dezembro de 2003  | Campina Grande         | Brasil         |                      |                |
| 31 de dezembro de 2003  | Natal                  | Brasil         |                      |                |
| 4 de janeiro de 2004    | Guarujá                | Brasil         |                      |                |
| 6 de janeiro de 2004    | Caldas Novas           | Brasil         |                      |                |
| 9 de janeiro de 2004    | Rio de Janeiro         | Brasil         |                      |                |
| 12 de janeiro de 2004   | Bauru                  | Brasil         |                      |                |
| 14 de janeiro de 2004   | Osasco                 | Brasil         |                      |                |
| 19 de janeiro de 2004   | Praia Grande           | Brasil         | Praia da Guilhermina |                |
| 30 de janeiro de 2004   | Rio de Janeiro         | Brasil         |                      |                |
| 16 de fevereiro de 2004 | Salvador               | Brasil         |                      |                |
| 19 de fevereiro de 2004 | Salvador               | Brasil         | Carnaval             |                |
| 20 de fevereiro de 2004 | Salvador               | Brasil         | Carnaval             |                |
| 21 de fevereiro de 2004 | Salvador               | Brasil         | Carnaval             |                |
| 22 de fevereiro de 2004 | Salvador               | Brasil         | Carnaval             |                |
| 23 de fevereiro de 2004 | Salvador               | Brasil         | Carnaval             |                |
| 24 de fevereiro de 2004 | Salvador               | Brasil         | Carnaval             |                |
| 25 de fevereiro de 2004 | Salvador               | Brasil         | Carnaval             |                |
| 14 de março de 2004     | Rio de Janeiro         | Brasil         | Riocentro            |                |
| 16 de março de 2004     | João Pessoa            | Brasil         |                      |                |
| 17 de março de 2004     | Vitória                | Brasil         |                      |                |
| 22 de março de 2004     | Ibotirama              | Brasil         |                      |                |
| 1 de abril de 2004      | João Pessoa            | Brasil         |                      |                |
| 4 de abril de 2004      | Brasília               | Brasil         |                      |                |
| 5 de abril de 2004      | São Paulo              | Brasil         |                      |                |
| 6 de abril de 2004      | Curitiba               | Brasil         |                      |                |
| 8 de abril de 2004      | Uberaba                | Brasil         |                      |                |
| 9 de abril de 2004      | Porto Seguro           | Brasil         |                      |                |
| 10 de abril de 2004     | São Paulo              | Brasil         |                      |                |
| 15 de abril de 2004     | Rio de Janeiro         | Brasil         |                      |                |
| 16 de abril de 2004     | Rio de Janeiro         | Brasil         |                      |                |
| 21 de abril de 2004     | São Luis               | Brasil         |                      |                |
| 22 de abril de 2004     | Salvador               | Brasil         |                      |                |
| 25 de abril de 2004     | Diadema                | Brasil         | Praça da Moça        |                |
| 29 de abril de 2004     | Mossoró                | Brasil         |                      |                |
| 1 de maio de 2004       | Rio de Janeiro         | Brasil         |                      |                |
| 6 de maio de 2004       | Rio de Janeiro         | Brasil         |                      |                |
| 10 de maio de 2004      | Salvador               | Brasil         |                      |                |
| 13 de maio de 2004      | Maceió                 | Brasil         |                      |                |
| 15 de maio de 2004      | Fortaleza              | Brasil         |                      |                |
| 21 de maio de 2004      | São Luis               | Brasil         |                      |                |
| 22 de maio de 2004      | Teresina               | Brasil         |                      |                |
| 25 de maio de 2004      | Salvador               | Brasil         |                      |                |
| 2 de junho de 2004      | Fortaleza              | Brasil         | Parque do Vaqueiro   |                |
| Europa                  |                        |                |                      |                |
| 6 de junho de 2004      | Lisboa                 | Portugal       | Rock in Rio Lisboa I |                |
| América do Sul          |                        |                |                      |                |
| 12 de junho de 2004     | Paty do Alferes        | Brasil         |                      |                |
| 13 de junho de 2004     | Rio de Janeiro         | Brasil         |                      |                |
| 18 de junho de 2004     | Natal                  | Brasil         | Reino da Folia       |                |
| 20 de junho de 2004     | Rio de Janeiro         | Brasil         | Pier Mauá            |                |
| 21 de junho de 2004     | Rio de Janeiro         | Brasil         |                      |                |
| 23 de junho de 2004     | Cruz das Almas         | Brasil         | Espaço Tropicalsat   |                |
| 24 de junho de 2004     | Assu                   | Brasil         | Espaço Augusto Velho |                |
| 7 de julho de 2004      | Rio de Janeiro         | Brasil         | Rio Show Planet      |                |
| 8 de julho de 2004      | Teresina               | Brasil         |                      |                |
| Europa                  |                        |                |                      |                |
| 17 de julho de 2004     | Santa Maria da Feira   | Portugal       |                      |                |
| 18 de julho de 2004     | Matosinhos             | Portugal       |                      |                |